# Chi ha incastrato Peter Pan?
Chi ha incastrato Peter Pan? è stato un programma televisivo italiano di genere varietà per bambini, prodotto da Endemol Italia e RTI, adattamento del format spagnolo trasmesso da Antena 3 dal titolo Esos locos bajitos, importato dalla Gestmusic e condotto dal cantante-presentatore Bertín Osborne. Andato in onda su Canale 5, ne sono state realizzate cinque edizioni condotte da Paolo Bonolis e Luca Laurenti, precisamente nel 1999, 2000, 2009, 2010 e 2017.   
Da notare infine che in origine, prima del suddetto duo, a condurre era stata scelta Mara Venier, che però rifiutò perché non si sentiva adatta; il titolo provvisorio originale era Maramao.
La trasmissione venne acquistata recentemente dalla Rai, che lo farà tornare in onda su Rai 2 nella stagione 2025/2026 con il nuovo nome Gli scatenati. La conduzione sarà affidata ai The Jackal.

## Il programma
Protagonisti del programma sono i bambini dai 4 ai 9 anni, presentati in ogni puntata a gruppi di circa una decina di elementi; i bambini in studio, soprattutto nelle prime edizioni, venivano sottoposti a domande su argomenti riguardanti il mondo degli adulti, oppure venivano interpellati per commentare fatti di cronaca o sportivi. Alla trasmissione intervengono anche categorie di persone, come per esempio i pompieri o i poliziotti, che spiegano ai bambini il loro mestiere e insegnano loro come comportarsi in casi di emergenza, o cosa era meglio evitare di fare. Due sono le parti fondamentali e principali del programma: la prima sono le candid camera, nelle quali i bambini sono vittime di innocui scherzi da parte di Bonolis, come per esempio il mantenere un gelato in mano senza leccarlo durante l'assenza del conduttore dalla stanza; mentre la seconda parte, quella più cruciale, sono le interviste agli ospiti VIP, durante le quali i bambini domandano ai personaggi dello spettacolo, della televisione, della musica e dello sport, le loro curiosità. Tra gli ospiti delle prime edizioni, andate in onda nel 1999 e nel 2000, spiccarono Alberto Sordi, Raffaella Carrà e Bud Spencer.

### La sigla
Composta da Danilo Aielli, essa fu cantata da Monica Cognoli, che partecipò anche come corista alla sigla di Ciao Darwin, insieme ad una sconosciuta voce maschile. Solo nelle prime due edizioni era presente una intro con la regia di Roberto Cenci, del quale consisteva nel gruppo di adulti che cantano in playback la sigla (su uno sfondo bianco), quando poi diventano bambini per magia.

## Edizioni
| Edizione | Periodo           | Periodo          | Puntate | Conduzione                    | Studio                 | Sede |
| Edizione | Inizio            | Fine             | Puntate | Conduzione                    | Studio                 | Sede |
| -------- | ----------------- | ---------------- | ------- | ----------------------------- | ---------------------- | ---- |
| 1ª       | 2 aprile 1999     | 14 maggio 1999   | 7       | Paolo Bonolis e Luca Laurenti | Teatro 18 di Cinecittà | Roma |
| 2ª       | 11 marzo 2000     | 6 maggio 2000    | 9       | Paolo Bonolis e Luca Laurenti | Teatro 10 di Cinecittà | Roma |
| 3ª       | 7 ottobre 2009    | 25 novembre 2009 | 8       | Paolo Bonolis e Luca Laurenti | Teatro 15 di Cinecittà | Roma |
| 4ª       | 7 ottobre 2010    | 25 novembre 2010 | 8       | Paolo Bonolis e Luca Laurenti | Teatro 15 di Cinecittà | Roma |
| 5ª       | 21 settembre 2017 | 26 ottobre 2017  | 6       | Paolo Bonolis e Luca Laurenti | Teatro 18 di Cinecittà | Roma |

## Audience
| Edizione | Rete televisiva | Anno | Stagione          | Programmazione | Programmazione | Programmazione | Programmazione | Programmazione | Programmazione | Programmazione | Collocazione | Telespettatori | Share  | Premiere       | Premiere | Finale         | Finale |
| Edizione | Rete televisiva | Anno | Stagione          | L              | M              | M              | G              | V              | S              | D              | Collocazione | Telespettatori | Share  | Telespettatori | Share    | Telespettatori | Share  |
| -------- | --------------- | ---- | ----------------- | -------------- | -------------- | -------------- | -------------- | -------------- | -------------- | -------------- | ------------ | -------------- | ------ | -------------- | -------- | -------------- | ------ |
| 1ª       | Canale 5        | 1999 | primavera         |                |                |                |                |                |                |                | Prima serata | 6 662 000      | 26,11% | 5 683 000      | 24,97%   | 7 076 000      | 29,12% |
| 2ª       | Canale 5        | 2000 | inverno-primavera |                |                | –              | –              | –              | –              | 5 688 000      | Prima serata | 26,95%         |        |                |          |                |        |
| 3ª       | Canale 5        | 2009 | autunno           |                |                | 7 044 000      | 27,76%         | 6 625 000      | 27,23%         | 7 313 000      | Prima serata | 28,89%         |        |                |          |                |        |
| 4ª       | Canale 5        | 2010 | autunno           |                |                | 5 881 000      | 21,73%         | 6 246 000      | 24,16%         | 6 156 000      | Prima serata | 23,34%         |        |                |          |                |        |
| 5ª       | Canale 5        | 2017 | estate-autunno    | 3 317 000      | 15,70%         | 3 447 000      | 18,40%         | 3 571 000      | 16,30%         |                | Prima serata |                |        |                |          |                |        |

## Puntate e ascolti

### Prima edizione (1999)
Del suo cast facevano parte Giulio Golia e Aurelio Paviato. Tra i bambini partecipanti dell'edizione vi erano due allora sconosciute: le future attrici Francesca Ferrazzo e Giada Arena, il cui ruolo più conosciuto è quello di Assuntina Cecchini nella serie televisiva Don Matteo.
| Puntata | Data           | Telespettatori | Share  | Ospiti                                                           |
| ------- | -------------- | -------------- | ------ | ---------------------------------------------------------------- |
| 1       | 2 aprile 1999  | 5 683 000      | 24,97% | Wendy Windham e Pierluigi Collina                                |
| 2       | 9 aprile 1999  | 6 442 000      | 24,78% | Bud Spencer                                                      |
| 3       | 16 aprile 1999 | 6 427 000      | 24,47% | Francesco Totti, Nek ed Enrico Mentana                           |
| 4       | 23 aprile 1999 | 7 700 000      | 27,12% | Giancarlo Fisichella e Valeria Marini                            |
| 5       | 30 aprile 1999 | –              | –      | Fiorello e Ronaldo                                               |
| 6       | 7 maggio 1999  | 6 641 000      | 26,21% | Alba Parietti, Massimo Lopez, Massimo Buzzanca e Sandra Mondaini |
| 7       | 14 maggio 1999 | 7 076 000      | 29,12% | Valentino Rossi e Renato Zero                                    |

### Seconda edizione (2000)
In questa edizione venne ospitato ed intervistato, per la prima ed unica volta nella storia del programma, un politico: il 29 aprile venne come ospite Giulio Andreotti. Infine, come per la prima, anche nella seconda edizione (tra i bambini partecipanti) vi era uno allora sconosciuto: Niccolò Centioni, il futuro attore interprete di Rudi Cesaroni nella serie televisiva I Cesaroni.
| Puntata | Data           | Telespettatori | Share  | Ospiti                                                                  |
| ------- | -------------- | -------------- | ------ | ----------------------------------------------------------------------- |
| 1       | 11 marzo 2000  | –              | –      | Marco Columbro, Leonardo Pieraccioni, Zdeněk Zeman e Vittoria Belvedere |
| 2       | 18 marzo 2000  | –              | –      | Mike Bongiorno, Moira Orfei e Sabrina Ferilli                           |
| 3       | 25 marzo 2000  | –              | –      | Raoul Bova, Massimo Boldi, Paola Barale e Franco Malerba                |
| 4       | 1º aprile 2000 | –              | –      | Simona Ventura, Max Pezzali e Diego Abatantuono                         |
| 5       | 8 aprile 2000  | –              | –      | Gianni Morandi, Maria Grazia Cucinotta e Martufello                     |
| 6       | 15 aprile 2000 | –              | –      | Gerry Scotti, Claudia Gerini e Beppe Vessicchio                         |
| 7       | 22 aprile 2000 | –              | –      | Roberto Baggio, Teo Mammucari, Anna Falchi e Mario Giuliacci            |
| 8       | 29 aprile 2000 | –              | –      | Raffaella Carrà, Alberto Sordi, Alexia e Giulio Andreotti               |
| 9       | 6 maggio 2000  | 5 688 000      | 26,95% | Pino Insegno con Roberta Lanfranchi, Nancy Brilli e Maurizio Costanzo   |

NOTA: In una puntata di questa edizione fu ospite anche Luca Barbareschi, ma era un ospite a sorpresa perché protagonista del suo bluff ai danni dello show, per la trasmissione da lui condotta Il grande bluff.

### Terza edizione (2009)
In questa nuova edizione interveniva in ogni puntata come ospite, prima della sua conclusione, uno/a degli ex bambini (ragazzi) partecipanti delle edizioni del 1999/2000 del programma; prima della sua entrata in studio egli/ella veniva introdotto/a con il segmento 10 anni prima, in cui veniva mostrato il filmato di una sua candid camera o di un suo avvenimento in studio di allora. Poi il/la ragazzo/a relativo/a al filmato in questione, una volta entrato/a, raccontava ai conduttori della sua esperienza vissuta nel programma, e di cosa fa ora nella sua vita di sempre. Tra di loro era intervenuto, nella puntata del 18 novembre, il partecipante della seconda edizione Niccolò Centioni. La trasmissione riproposta a 10 anni esatti dal debutto ottiene nuovamente ottimi ascolti, superando l'agguerrita concorrenza delle partite di UEFA Champions League e le successive proposte di Rai 1.
Sia per questa edizione che per la successiva (la quarta), gli Highlights di ogni puntata sono accompagnati dal brano I Gotta Feeling dei The Black Eyed Peas.
| Puntata | Data             | Telespettatori | Share  | Ospiti                                                                                 |
| ------- | ---------------- | -------------- | ------ | -------------------------------------------------------------------------------------- |
| 1       | 7 ottobre 2009   | 6 625 000      | 27,23% | Antonella Clerici, José Mourinho e Max Tortora                                         |
| 2       | 14 ottobre 2009  | 6 979 000      | 26,73% | Gerry Scotti e Alessia Marcuzzi                                                        |
| 3       | 21 ottobre 2009  | 6 865 000      | 25,94% | Lorella Cuccarini, Christian De Sica e Marco Carta                                     |
| 4       | 28 ottobre 2009  | 7 010 000      | 27,89% | Laura Esquivel, Raoul Bova, Piero Chiambretti e Clemente Russo                         |
| 5       | 4 novembre 2009  | 6 793 000      | 26,14% | Gigi D'Alessio, Nino Frassica e Belén Rodríguez                                        |
| 6       | 11 novembre 2009 | 7 553 000      | 30,23% | Alessandro Del Piero, Beppe Fiorello, Mago Forest, Silvia Toffanin e Tullio De Piscopo |
| 7       | 18 novembre 2009 | 7 217 000      | 28,98% | Federica Pellegrini, Claudio Amendola, Giuseppe Povia e Ilary Blasi                    |
| 8       | 25 novembre 2009 | 7 313 000      | 28,89% | Laura Pausini, Luca e Paolo e Luca Cordero di Montezemolo                              |

### Quarta edizione (2010)
Una nuova ed unica partecipazione venne introdotta nell'edizione, ossia l'attore Remo Remotti. La regia della prima puntata di questa edizione è affidata come sempre a Roberto Cenci, che lasciò la trasmissione per dirigere il partente Io canto. Dalla seconda puntata in poi la regia della trasmissione è stata affidata a Stefano Vicario. Anche stavolta la trasmissione raccoglie ottimi ascolti, riuscendo diverse volte a battere il seguitissimo talk di Rai 2 Annozero condotto da Michele Santoro e la fiction di Rai 1 Ho sposato uno sbirro.
Il 1º dicembre e l'8 dicembre sono andati in onda due episodi speciali denominati L'isola che non c'è, con le scene più belle, scelte dai redattori, e alcune scene inedite. Il 23 dicembre successivo, sempre in prima serata ma su La5, è andato in onda uno spin-off intitolato Peter Pan on the Road, che illustra i retroscena della trasmissione.
| Puntata | Data             | Telespettatori | Share  | Ospiti                                                                                   |
| ------- | ---------------- | -------------- | ------ | ---------------------------------------------------------------------------------------- |
| 1       | 7 ottobre 2010   | 6 246 000      | 24,16% | Leonardo Pieraccioni con Laura Torrisi, la Gialappa's Band e Juliana Moreira             |
| 2       | 14 ottobre 2010  | 6 091 000      | 22,47% | Maria De Filippi, Riccardo Scamarcio e Giovanni Vernia                                   |
| 3       | 21 ottobre 2010  | 5 669 000      | 20,24% | Enrico Brignano e Alessandra Amoroso                                                     |
| 4       | 28 ottobre 2010  | 6 004 000      | 22,09% | Brenda Asnicar, Teo Mammucari, Arisa e I Turbolenti                                      |
| 5       | 4 novembre 2010  | 4 797 000      | 18,12% | Samuel Eto'o, Emma e Mario Tozzi                                                         |
| 6       | 11 novembre 2010 | 5 522 000      | 20,91% | Carlo Conti, Francesco Facchinetti, Marco Mengoni e Alessandra Mastronardi               |
| 7       | 18 novembre 2010 | 5 948 000      | 22,48% | Giorgio Panariello, Eleonora Abbagnato, Povia e Flavio Briatore con Elisabetta Gregoraci |
| 8       | 25 novembre 2010 | 6 156 000      | 23,34% | Raffaella Carrà, Francesco Renga, Nicola Savino e Bruno Vespa                            |

### Quinta edizione (2017)
In occasione della presentazione dei palinsesti 2017-2018, Mediaset ha annunciato l'intenzione di riproporre il format, che è tornato in onda con la quinta edizione dal 21 settembre al 26 ottobre 2017.
Diretta sempre da Roberto Cenci, la quinta edizione dello show propone diverse novità. Nel mezzo di ogni puntata, Laurenti si esibisce in spettacoli di magia ed illusionismo chiamati The Mentalist, che ironicamente si converte in DeMentalist. Inoltre, insieme alla presenza degli ospiti principali, ogni puntata prevede un piccolo intervento da parte di giovani ragazzi, divenuti celebri sulla piattaforma YouTube, i quali propongono al conduttore una divertente sfida chiamata Challenge nel gergo degli Youtuber. Un'altra consiste nel proporre, alla fine di ogni puntata, un tema legato alla natura con lo scopo di sensibilizzare le nuove generazioni a prendersi cura della natura, a conoscerla meglio, a valorizzarla e a rispettarla per impedirne la rovina.
Gli Highlights di ogni puntata erano stati accompagnati dal brano Katchi degli Ofenbach.
Questa quinta edizione non raggiunse tuttavia il successo sperato, con una media di appena il 15% di share, venendo sconfitta da Rai 1 prima con l'ultima stagione della fiction di successo Provaci ancora prof!, e poi con la prima dell'allora nuova miniserie Sirene. Per questo motivo il programma terminò alla sesta puntata contro le otto inizialmente previste; in una successiva intervista, Paolo Bonolis dichiarò di essere stato costretto a realizzarla su pressioni di Mediaset, nonostante la sua totale contrarietà.
| Puntata | Data              | Telespettatori | Share  | Ospiti                                                                                                   |
| ------- | ----------------- | -------------- | ------ | --- |
| 1       | 21 settembre 2017 | 3 447 000      | 18,40% | Gianni Morandi, Ambra Angiolini e Gianluigi Donnarumma                                                   |
| 2       | 28 settembre 2017 | 2 832 000      | 13,26% | Lino Banfi, J-Ax & Fedez e Micaela Ramazzotti                                                            |
| 3       | 5 ottobre 2017    | 3 121 000      | 14,40% | Ezio Greggio, Alessia Marcuzzi e Frank Matano                                                            |
| 4       | 12 ottobre 2017   | 3 622 000      | 17,10% | Belén Rodríguez, Antonino Cannavacciuolo, Arisa e Gigi Proietti                                          |
| 5       | 19 ottobre 2017   | 3 307 000      | 14,74% | Gigi D'Alessio, Lodovica Comello, Riki e Antonio Cassano                                                 |
| 6       | 26 ottobre 2017   | 3 571 000      | 16,30% | Amadeus, i personaggi del Minimondo di Avanti un altro!, Fabio Rovazzi, Antonella Clerici e Pio e Amedeo |

## Chi ha incastrato lo Zio Gerry?
Il programma, in diretta dallo Studio 20 di Cologno Monzese, tornò in onda nell'autunno del 2005, dopo cinque anni di pausa, con la conduzione di Gerry Scotti e di Michelle Hunziker. Per l'occasione venne ribattezzato Chi ha incastrato lo Zio Gerry?.
Inizialmente previsto per domenica, il programma era invece trasmesso il venerdì dal 30 settembre al 4 novembre sempre su Canale 5 in prima serata, ma non ottenne il successo sperato, venendo battuto dalla concorrenza di Ballando con le stelle e Affari tuoi (condotti rispettivamente da Milly Carlucci e da Pupo), gli show di punta della prima rete Rai. Il 6 dicembre 2005 è stato realizzato un relativo speciale natalizio intitolato Buone Feste con lo Zio Gerry, con ascolti inferiori rispetto alle precedenti puntate normali.
La sua sigla iniziale è un ri-arrangiamento, ad opera del compositore Leonardo Ceglie, di Baby Elephant Walk di Henry Mancini (colonna sonora del film Hatari!).

### Ascolti
| Puntata                      | Prima TV Italia   | Telespettatori | Share  | Ospiti |
| ---------------------------- | ----------------- | -------------- | ------ | --- |
| 1                            | 30 settembre 2005 | 5 205 000      | 23,43% | Luca Laurenti, Barbara D'Urso, Lamberto Sposini, Umberto Guidoni e Kledi Kadiu                                           |
| 2                            | 7 ottobre 2005    | 4 426 000      | 18,34% | Max Biaggi, Gianni Morandi, Manuela Arcuri e DJ Francesco                                                                |
| 3                            | 14 ottobre 2005   | 4 179 000      | 18,06% | Gennaro Gattuso, Mago Forest, Giorgio Mastrota, Fabrizio Fontana, Éva Henger ed il Gabibbo                               |
| 4                            | 21 ottobre 2005   | 4 202 000      | 17,63% | Mike Bongiorno, i Fichi d'India, Davide Mengacci, Maddalena Corvaglia, Emilio Fede, e Ascanio Pacelli con Katia Pedrotti |
| 5                            | 28 ottobre 2005   | 4 894 000      | 21,36% | Iva Zanicchi, Romina Power, Paolo Meneguzzi, Massimo Boldi, Massimiliano Rosolino e Vittorio Sgarbi                      |
| 6                            | 4 novembre 2005   | 4 596 000      | 20,00% | Yuri Chechi, Francesco Totti, Roberta Capua, Gianfranco Funari, Natalia Estrada, Costantino Vitagliano e le Letterine    |
| Buone Feste con lo Zio Gerry | 6 dicembre 2005   | 3 218 000      | 13,48% | – |

## Critiche
Come per altre trasmissioni televisive con bambini, anche Chi ha incastrato Peter Pan? ha ricevuto critiche per la presenza dei giovanissimi protagonisti in televisione. In particolare il Moige ha accusato il conduttore di "reato di abuso emotivo su minore con candid camera", e ha chiesto la sospensione del programma, senza però trovare accoglimento.